# Rado (Hausmeier)
Rado war Hausmeier von Austrasien in den Jahren von 613 bis 616/17.
Sein Vater war Autharius, ein hoher Amtsträger, und seine Mutter war Aige, Erbin großer Besitzungen bei Jouarre. Berühmt waren auch seine Brüder: Ouen und Adon, die beide heiliggesprochen wurden.
Nach dem Tod der Königin Brunichild wurde Rado von König Chlothar II. zum austrasischen Hausmeier ernannt. Zuvor hatte er die Sache Sigiberts II. und seiner Urgroßmutter verraten. Er scheint auch über Besitzungen in Burgund verfügt zu haben, wo als Hausmeier der von Chlothar eingesetzte Warnachar II. fungierte. Bereits 616/17 folgte Chucus (Hugo) Rado als austrasischer Hausmeier nach. Die Klosteranlage Reuil-en-Brie soll von ihm gegründet worden sein.